# 조지 블래그든
조지 블래그든(George Blagden, 1989년 12월 28일 ~ )은 잉글랜드의 배우로, 《레 미제라블》의 그랑테르 역으로 잘 알려져 있다.

## 출연 작품
- 노 포스티지 네서세리 (2017)
- 바이킹스 시즌4 (2016)
- 베르사유 시즌1 (2015)
- 블라이트 (2015)
- 바이킹스 시즌3 (2015)
- 블러드 문 : 나바호의 전설 (2014)
- 바이킹스 시즌2 (2014)
- 더 필라서퍼스 (2013)
- 바이킹스 시즌1 (2013)
- 레미제라블 (2012) - 그랑테르 역
- 타이탄의 분노 (2012)